# Hongdu JL-8
Hongdu JL-8 (Nanchang JL-8) còn được gọi là Karakorum-8 hoặc gọi tắt là K-8, là một loại máy bay huấn luyện phản lực hạng trung hai chỗ ngồi và máy bay cường kích hạng nhẹ, được thiết kế bởi Tập đoàn Sản xuất Máy bay Nam Xương Trung Quốc (China Nanchang Aircraft Manufacturing Corporation). Nhà thầu chính là Tập đoàn Công nghiệp Hàng không Hongdu (Hongdu Aviation Industry Group).

## Phát triển
JL-8 được xem như một nỗ lực hợp tác chung giữa chính phủ Pakistan và Trung Quốc vào năm 1986. Tên máy bay đã được thay đổi thành Karakoram-8 theo đề nghị của Tổng thống Pakistan Muhammad Zia-ul-Haq để đại diện cho tình hữu nghị giữa hai nước. Việc thiết kế bắt đầu vào năm 1987 tại Công ty Sản xuất Máy bay Nam Xương (Nanchang Aircraft Manufacturing Company) (NAMC) ở Nam Xương, tỉnh Giang Tây. Nhà thiết kế chính là Shi Ping (石屏), ông đứng đầu một nhóm hơn 100 kỹ sư Trung Quốc, còn phía Pakistan có Air Cdr Muhammad Younas Tbt (M), SI(M) là nhà thiết kế chính lãnh đạo một nhóm hơn 20 kỹ sư Pakistan.
Ban đầu, mẫu máy bay này được cho là đã sử dụng nhiều bộ phận sản xuất tại Hoa Kỳ như động cơ Garrett TFE731, một số màn hình buồng lái, hệ thống liên lạc và điện tử, nhưng do những diễn biến chính trị và lệnh cấm vận của Mỹ vào cuối thập niên 1980 sau các cuộc biểu tình tại Quảng trường Thiên An Môn năm 1989, nên cuối cùng phải sử dụng bộ phận từ các nhà cung cấp khác. Nguyên mẫu được chế tạo năm 1989, chuyến bay đầu tiên diễn ra vào ngày 21 tháng 11 năm 1990, do Phi công Thử nghiệm Trưởng Col Yang Yao (杨耀) điều khiển. Các chuyến bay thử nghiệm sau đó tiếp tục diễn ra từ năm 1991 đến năm 1993 bởi Đội Thử nghiệm Chuyến bay gồm 4 phi công người Trung Quốc và 2 người Pakistan.
Sau khi 4 nguyên mẫu được chế tạo, việc sản xuất một lô nhỏ gồm 24 chiếc bắt đầu trong năm 1992. Trong đó, Trung Quốc có 18 chiếc, và Không quân Pakistan (PAF) nhận 6 chiếc vào năm 1994. Năm 1995, PAF quyết định đặt hàng thêm 75 chiếc K-8 để thay thế dần phi đội máy bay huấn luyện cơ bản Cessna T-37 Tweet. Năm 2010, số lượng máy bay K-8 trong kho của PAF ước tính có khoảng 40 chiếc. Không quân Quân Giải phóng Nhân dân Trung Quốc (PLAAF) tiếp nhận 6 máy bay huấn luyện JL-8 đầu tiên vào năm 1995 sau các gói nâng cấp bổ sung. Mẫu JL-8 bàn giao cho Trung Quốc sử dụng động cơ WS-11 - là phiên bản nội địa (do Trung Quốc sản xuất) của động cơ Ivchenko AI-25 (DV-2) của Ukraina. PLAAF được dự đoán sẽ tiếp tục biên chế thêm JL-8 để thay thế các máy bay huấn luyện lỗi thời như Chengdu JJ-5. Năm 2008, ước tính số lượng JL-8 trong kho của PLAAF có hơn 120 chiếc.
Các quốc gia khác đã bày tỏ sự quan tâm đến K-8 và hiện nó cũng đang phục vụ trong lực lượng không quân của Ai Cập, Sri Lanka, Zimbabwe. Mặc dù loại máy bay này chủ yếu đóng vai trò huấn luyện cơ bản và nâng cao, nhưng nó cũng có thể được sử dụng trong vai trò hỗ trợ không lực tầm gần hoặc thậm chí là tham gia không chiến nếu được trang bị vũ khí phù hợp.
Phiên bản xuất khẩu của K-8 được Tập đoàn Xuất Nhập khẩu Công nghệ Hàng không Quốc gia Trung Quốc (China National Aero-Technology Import & Export Corporation) (CATIC) đồng sản xuất cho các thị trường xuất khẩu khác ngoài Pakistan, trong khi các mẫu K-8 dành cho Pakistan sau này được chế tạo bởi Nhà máy Sản xuất Máy bay (AMF) trực thuộc Tổ hợp Hàng không Pakistan (Pakistan Aeronautical Complex). Phiên bản xuất khẩu mới nhất là phiên bản K-8P do PAF sử dụng. K-8P có gói hệ thống điện tử hàng không tiên tiến gồm màn hình hiển thị trên đầu tích hợp (HUD), màn hình đa chức năng (MFD), được trang bị hệ thống GPS và ILS/TACAN tích hợp MFD. Nó cũng có các giá treo để mang nhiều loại bom huấn luyện và tác chiến với trọng lượng lên tới 250 kg, pháo 23 mm, tên lửa PL-5 / PL-7 / AIM-9P. Tháng 9 năm 2011, Công ty Sản xuất Máy bay Nam Xương sản xuất thêm 12 chiếc K-8P cho một khách hàng nước ngoài không được tiết lộ.
Năm 2008, Venezuela tuyên bố mua 18 chiếc K-8. Trung Quốc cũng tiếp thị dòng máy bay này cho lực lượng không quân Philippines, và thay thế các máy bay huấn luyện phản lực BAE Systems Hawk của Indonesia. Năm 2009, chính phủ Bolivia thông qua thỏa thuận mua 6 chiếc K-8P để sử dụng trong hoạt động phòng chống ma túy. Năm 2010, tổng số máy bay K-8 đã sản xuất ở tất cả các biến thể được ước tính là hơn 500 chiếc, với tốc độ sản xuất liên tục khoảng 24 chiếc mỗi năm.

## Thiết kế

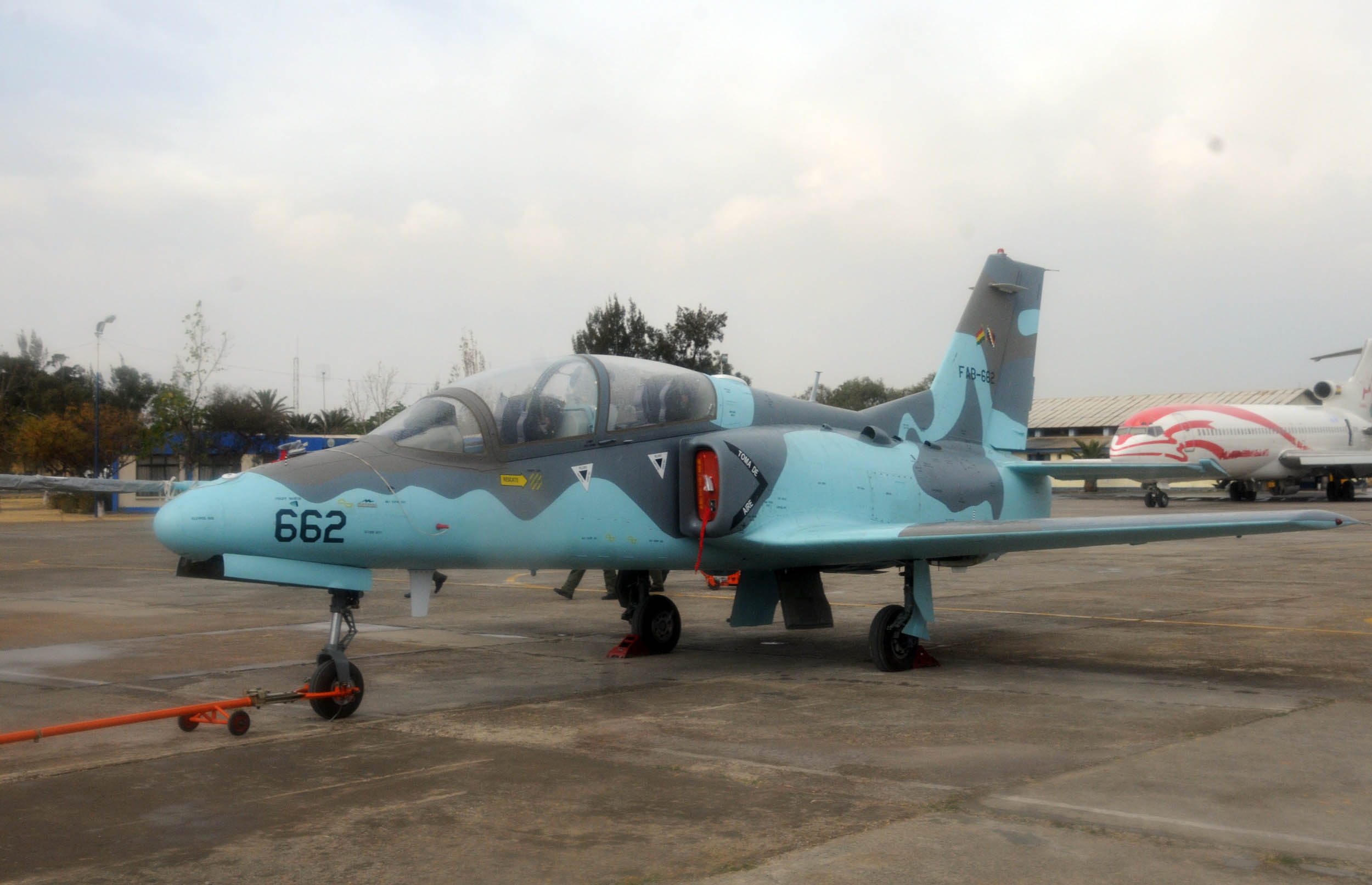
Một chiếc K-8 của Không quân Bolivia

JL-8 / K-8 có khả năng huấn luyện đa năng, đặc biệt là sau một vài chuyển đổi nhỏ thì nó có thể phòng thủ sân bay. Sử dụng máy bay này được đánh giá là tiết kiệm chi phí nhất có thể, với thời gian quay vòng ngắn cũng như yêu cầu bảo trì thấp. JL-8 dành cho thị trường nội địa Trung Quốc và các biến thể xuất khẩu của nó là K-8E và K-8P có động cơ và hệ thống điện tử khác nhau.

### Khung thân máy bay và hệ thống kiểm soát chuyến bay
JL-8 / K-8 có thiết kế cánh thấp, một tầng cánh, được chế tạo chủ yếu bằng hợp kim nhôm, cấu trúc khung thân có tuổi thọ 8.000 giờ bay.
Thiết bị hạ cánh có cấu hình ba bánh xe, một bánh xe ở phía trước dưới mũi máy bay làm bánh lái, và hai bánh ở phía sau, các bánh xe sử dụng phanh thủy lực.
Hệ thống kiểm soát bay vận hành bề mặt điều khiển chuyến bay với hệ thống truyền động thanh đẩy cứng, bản thân hệ thống này được vận hành bằng điện hoặc thủy lực. Bề mặt điều khiển chuyến bay là các thiết bị khí động lực học cho phép phi công điều chỉnh và kiểm soát thái độ bay của máy bay như ngóc đầu lên, chúi mũi xuống, rẽ hướng, chao liệng,... Hệ thống điều khiển vây cánh thuộc loại điều khiển trợ lực không thể đảo ngược, gồm có bộ trợ lực thủy lực, thiết bị tạo cảm giác nhân tạo, bộ truyền động giữ cảm giác thăng bằng, cơ cấu truyền động thanh đẩy cứng. Hệ thống điều khiển bánh lái độ cao và bánh lái rẽ hướng là loại thanh đẩy có thể đảo ngược.

### Buồng lái và hệ thống điện tử
Cách bố trí buồng lái của JL-8 / K-8 được thiết kế sao cho càng giống với máy bay chiến đấu càng tốt. Một tấm che bằng nhựa trong suốt bao phủ cả hai buồng lái trước và sau, cách sắp xếp vị trí ghế lái trước sau được cho là mang lại tầm nhìn bao quát tốt.
Buồng lái trang bị hệ thống thiết bị đo đạc chuyến bay bằng điện tử Rockwell Collins (EFIS) với màn hình đa chức năng (MFD) hiển thị thông tin cho phi công. Hệ thống thoát hiểm buồng lái khẩn cấp gồm 2 ghế phóng gắn động cơ tên lửa Martin-Baker MK-10L có khả năng zero-zero, nghĩa là có thể sử dụng nó một cách an toàn ở độ cao bằng 0 và tốc độ bằng 0. JL-8 được thiết kế để có khả năng mang vũ khí không đối đất hạn chế, cuộc diễn tập tấn công rocket đầu tiên chỉ được hoàn thành vào tháng 5 năm 2011.
Máy bay trang bị hệ thống liên lạc vô tuyến tần số cực cao (UHF) và tần số rất cao (VHF), cùng với hệ thống Dẫn hướng Hàng không Chiến thuật (TACAN), công cụ tìm hướng tự động (ADF), hệ thống hạ cánh bằng thiết bị (ILS). Các hệ thống này có thể được điều chỉnh để đáp ứng theo yêu cầu của khách hàng.
Hệ thống kiểm soát môi trường (ECS) của công ty AlliedSignal giúp điều hòa không khí trong buồng lái. Nó có thể hoạt động khi máy bay ở trên không và trên mặt đất, trong điều kiện nhiệt độ xung quanh từ -40 °C đến 52 °C.

### Hệ thống nhiên liệu và truyền động
JL-8 dành cho thị trường nội địa Trung Quốc, ban đầu được trang bị động cơ tuốc bin phản lực cánh quạt Ivchenko-Progress AI-25TLK của Ukraina với lực đẩy 16,9 kN, nhưng sau đó được thay thế bằng WS-11, là phiên bản AI-25TLK do Trung Quốc sản xuất. Các biến thể xuất khẩu (K-8P, K-8E) sử dụng động cơ phản lực kiểu mô-đun Honeywell TFE731-2A-2A có lực đẩy thấp hơn (15,6 kN) và có điều khiển động cơ điện tử kỹ thuật số (DEEC).
Một hệ thống điều khiển nhiên liệu cơ-thủy lực cung cấp nhiên liệu cho động cơ. Hệ thống nhiên liệu của máy bay bao gồm các thùng chứa nhiên liệu, hệ thống cung cấp/truyền, thông hơi/điều áp, đo lường/hiển thị lượng nhiên liệu, tiếp nhiên liệu và các hệ thống con xả nhiên liệu. Toàn bộ nhiên liệu được chứa trong hai thùng cao su trong thân máy bay. Dung tích của mỗi thùng nhiên liệu phụ rời mang theo là 250 lít.

## Lịch sử hoạt động
K-8 tham gia màn trình diễn trên không đầu tiên vào năm 1993 tại Triển lãm Hàng không Singapore, và kể từ đó đã tham gia triển lãm hàng không ở nhiều nơi như Dubai, Paris, Farnborough, Băng Cốc, Chu Hải,... K-8 ra mắt công chúng Pakistan lần đầu ngày 23 tháng 3 năm 1994 tại Cuộc diễu hành Ngày Pakistan. Nó đã thay thế dòng máy bay T-37 Tweet trước đó rồi trở thành một phần trong đội nhào lộn Sherdils (Lion Hearts) của Không quân Pakistan vào năm 2009, thực hiện màn trình diễn công khai đầu tiên ngày 6 tháng 4 năm 2010.

### Myanmar
Cuối tháng 12 năm 2012 và đầu tháng 1 năm 2013, Không quân Myanmar sử dụng những chiếc K-8 để tấn công các vị trí của Quân đội Độc lập Kachin ở phía bắc đất nước trong cuộc xung đột Kachin.

## Sự cố và tai nạn
Ngày 24 tháng 3 năm 2021, một chiếc K-8VB của Không quân Bolivia (FAB) có số hiệu ở đuôi là FAB-663 đã đâm vào một ngôi nhà ở Sacaba, Bolivia vào khoảng 9 giờ 30 phút giờ địa phương khi đang làm nhiệm vụ bay huấn luyện. Vụ tai nạn khiến một phụ nữ trong nhà thiệt mạng, cả hai phi công đều sống sót sau khi nhảy ra khỏi máy bay.
Ngày 18 tháng 6 năm 2022, một chiếc máy bay K-8W của Hàng không Quân sự Bolivar (Aviación Militar Bolivariana AMB) với số hiệu đuôi 2702 đã bị rơi ở Los Cortijos, bang Zulia. Cả hai phi công đều thoát ra ngoài an toàn.

## Biến thể

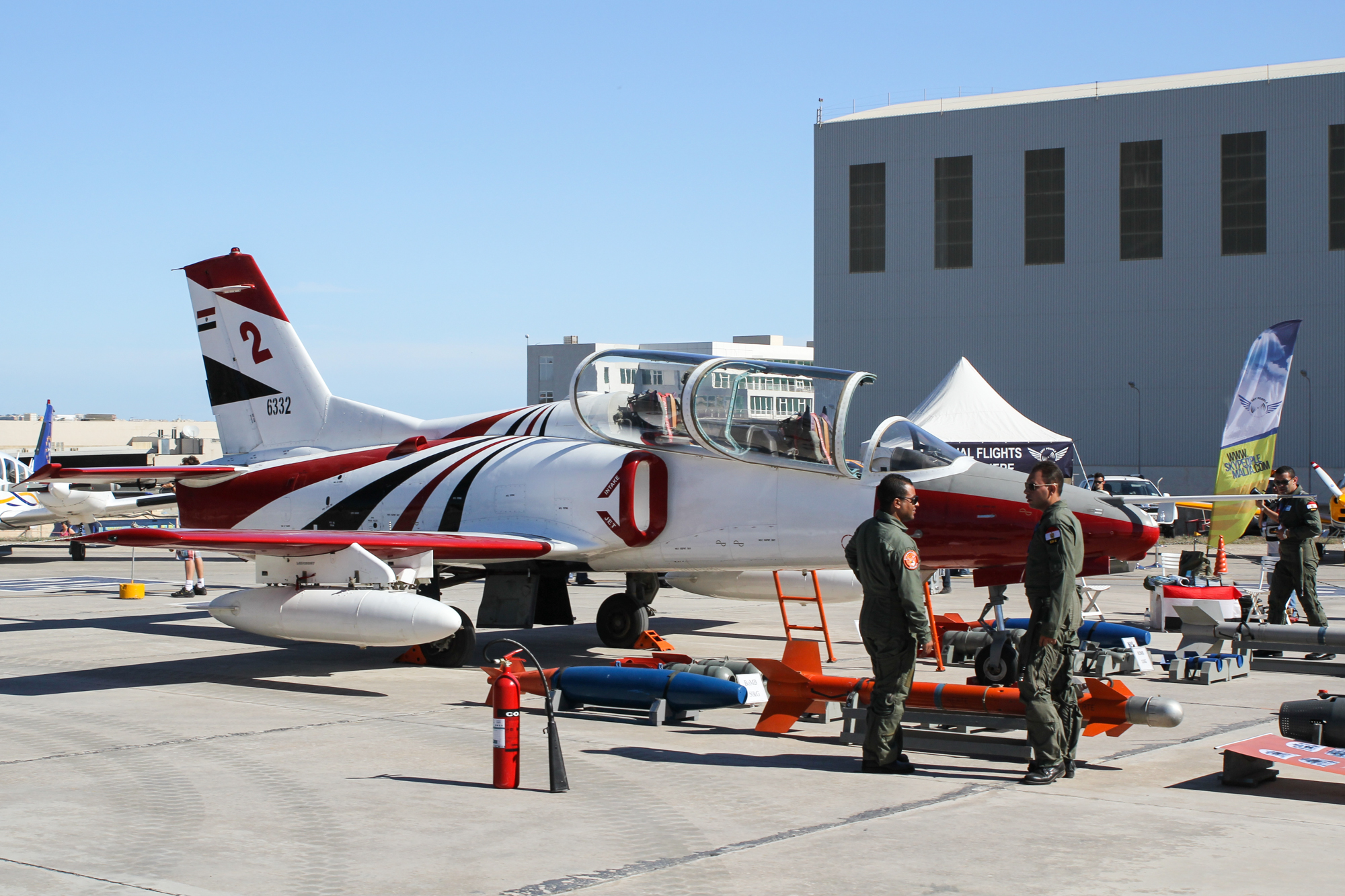
K-8E của Không quân Ai Cập được trưng bày tại Triển lãm Hàng không Quốc tế Malta 2015

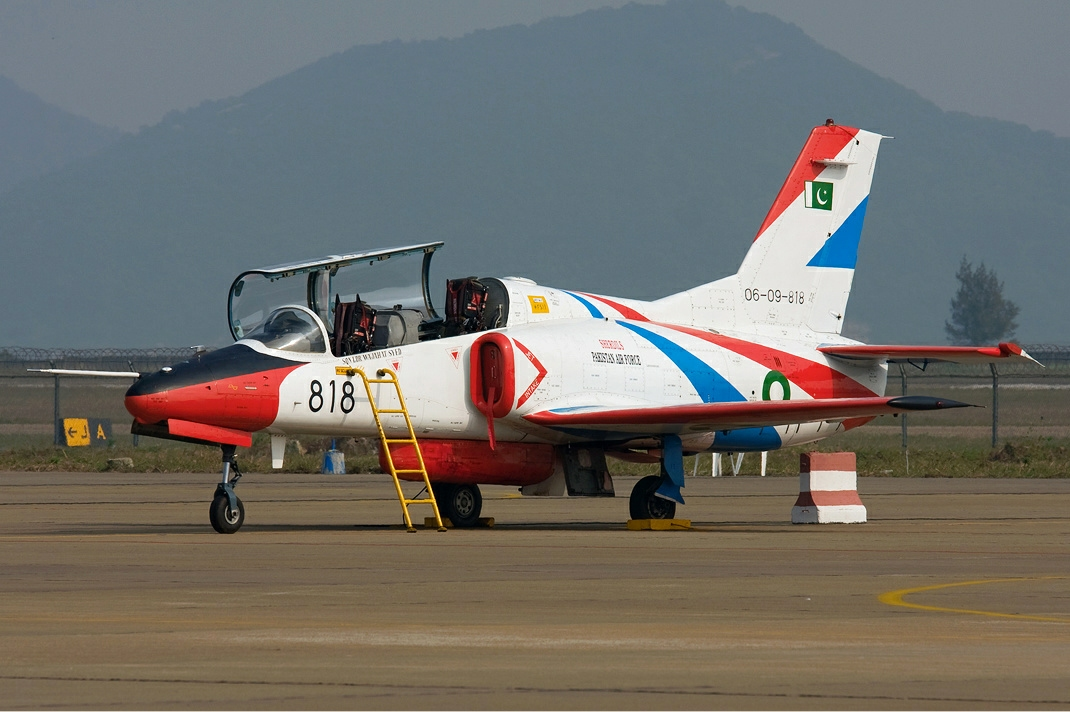
K-8P của Không quân Pakistan

Dữ liệu từ: SinoDefence.com
- K-8

Phiên bản đầu tiên, được trang bị động cơ phản lực Garrett TFE731-2A.
- K-8E

Phiên bản K-8 được phát triển để xuất khẩu sang Ai Cập vào năm 1999, phiên bản này có 33 sửa đổi đối với khung thân máy bay và hệ thống điện tử. Về sau 40 chiếc K-8E được sản xuất theo giấy phép tại Ai Cập, linh kiện và phụ kiện do Trung Quốc cung cấp.
- K-8P

Phiên bản dành riêng cho Pakistan với hệ thống điện tử mới, buồng lái màn hình hiển thị và ghế phóng Martin-Baker Zero-Zero.
- K-8V

Một 'máy bay mô phỏng thử nghiệm chuyến bay tích hợp' (IFTSA), trang bị máy tính điều khiển chuyến bay tiên tiến và hệ thống kiểm soát bay tương tự (FBW) có thể bắt chước các đặc điểm khí động lực học và cấu hình chuyến bay của máy bay khác. K-8V được sử dụng chủ yếu để thử nghiệm các thiết kế máy bay trước khi nguyên mẫu được chế tạo.
- JL-8

Phiên bản dành riêng cho PLAAF trang bị động cơ phản lực Ivchenko AI-25 TLK và hệ thống điện tử nội địa Trung Quốc. Chuyến bay đầu tiên diễn ra tháng 12 năm 1994, PLAAF nhận 6 chiếc vào tháng 6 năm 1998.
- L-11

Biến thể của JL-8 trang bị động cơ phản lực WS-11 (Ivchenko AI-25 TLK được sản xuất theo giấy phép tại Trung Quốc). PLAAF nhận khoảng 100 chiếc loại này.
- JL-8W (K-8W)

Biến thể của JL-8 với buồng lái và HUD cải tiến. 16 chiếc được giao cho không quân Bangladesh, một chiếc bị rơi trong năm 2018. Hàng không Quân sự Bolivar của Venezuela nhận 18 chiếc vào ngày 13 tháng 3 năm 2010.
- JL-8VB (K-8VB)

Biến thể tương tự JL-8W; dùng để xuất khẩu cho Không quân Bolivia. Đã giao hàng 6 chiếc.
- K-8NG (Next Generation - Thế hệ Kế tiếp)

Gần đây, tại Triển lãm Hàng không Dubai 2021, một phiên bản hiện đại hóa của K-8 có tên K-8NG được giới thiệu ra công chúng. K-8NG là máy bay huấn luyện phản lực đa năng với khả năng huấn luyện cơ bản/nâng cao, tấn công không đối đất chính xác và khả năng trinh sát. 

## Quốc gia sử dụng

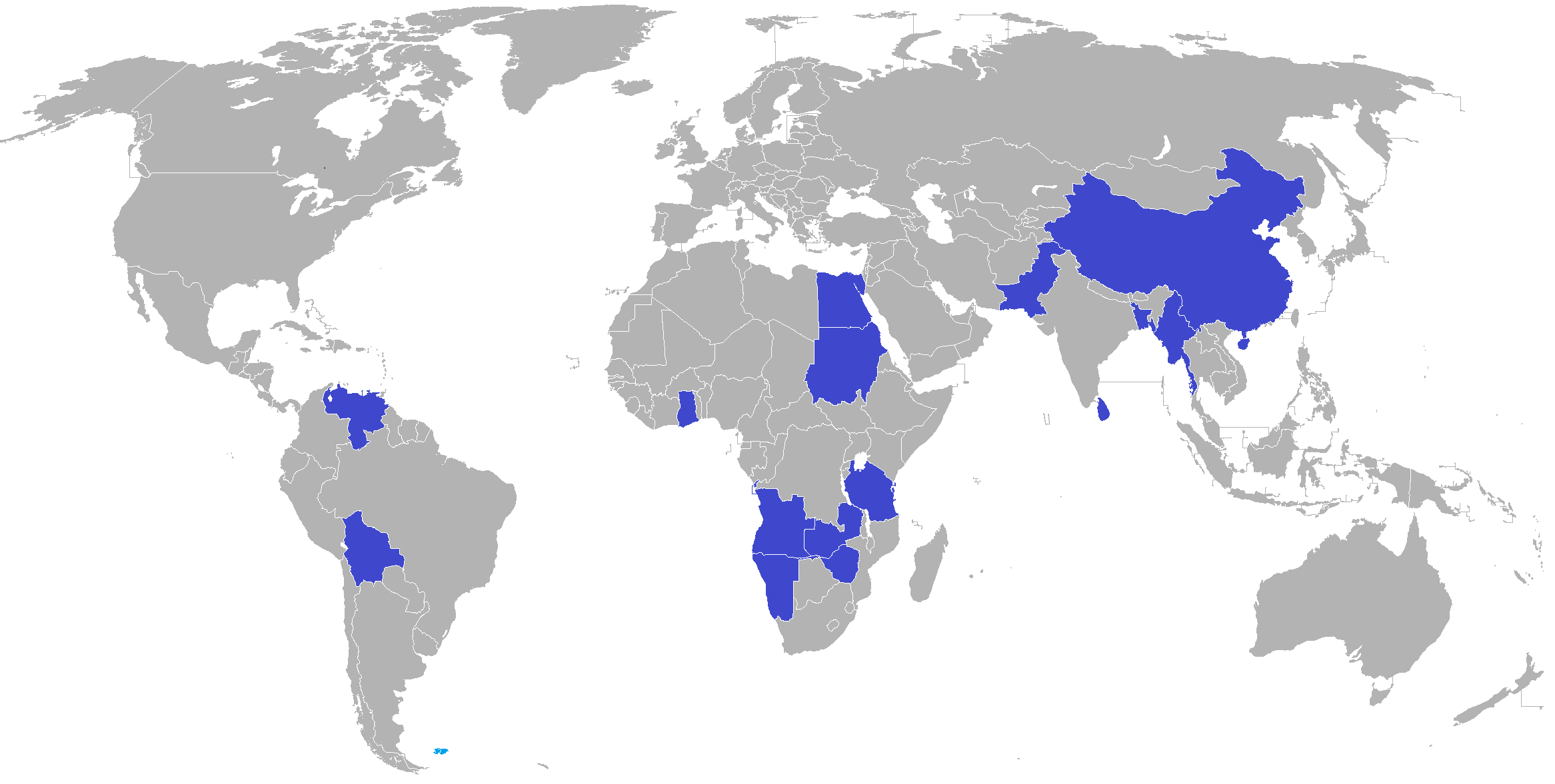
Bản đồ thể hiện các quốc gia sử dụng máy bay K-8 "Karakorum" trên thế giới (màu xanh)

### Hiện tại
Angola
- Không quân Quốc gia Angola[12]

 Bangladesh
- Không quân Bangladesh[12]

 Bolivia
- Không quân Bolivia[12]

 Trung Quốc
- Không quân Trung Quốc: 350 chiếc[12][13]
- Không quân Hải quân Trung Quốc: 16 chiếc[14]

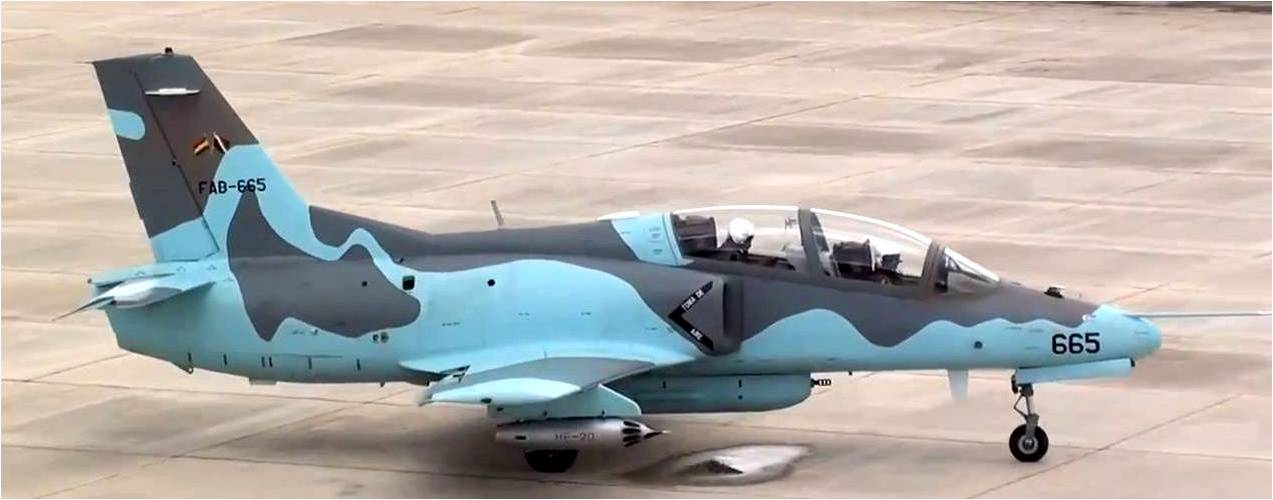
Một chiếc K-8 của Không quân Bolivia

 Ai Cập
- Không quân Ai Cập[12]

 Ghana
- Không quân Ghana [12]

 Myanmar
- Không quân Myanmar [12]

 Namibia
- Không quân Namibia [12]

 Pakistan
- Không quân Pakistan [12]

 Sri Lanka
- Không quân Sri Lanka[12]

 Sudan
- Không quân Sudan[12]

 Venezuela
- Không quân Venezuela[12]

 Zambia
- Không quân Zambia [12]

 Zimbabwe
- Không quân Zimbabwe [12]

### Trước đây
Tanzania
- Không quân Tanzania

## Thông số kỹ thuật (K-8)
Dữ liệu từ Pakistan Aeronautical Complex Kamra - Karakoram-8 (K-8) Aircraft, Jane's Aircraft Recognition Guide

### Đặc điểm tổng quát
- Kíp lái: 2 người
- Chiều dài: 11,6 m (38 ft 1 in)
- Sải cánh: 9,63 m (31 ft 7 in)
- Chiều cao: 4,1 m (13 ft 5 in)
- Trọng lượng không tải: 2.687 kg (5.924 lb)
- Trọng lượng cất cánh tối đa: 4.330 kg (9.546 lb)
- Động cơ: 1 × động cơ tuốc bin phản lực cánh quạt Honeywell TFE731-2A cung cấp lực đẩy 16,01 kN (3.600 lbf)

### Hiệu suất bay
- Vận tốc tối đa: 800 km/h (500 dặm/giờ, 430 hải lý)
- Tầm bay: 2.250 km (1.400 dặm, 1.210 hải lý)
- Trần bay: 13.000 m (43.000 ft)
- Trọng lượng chịu tải trên cánh: 254,4 kg/m2 (52,11 lb/ft2)

### Trang bị vũ khí
- Pháo: 1 × pháo 23 mm
- Giá treo: 5 giá treo (khác nhau tùy theo biến thể) với tổng tải trọng 1.000 kg (2.205 lb)
  - 4 giá treo ở dưới cánh, mỗi giá treo mang tải trọng 250 kg
  - 1 giá treo ở dưới thân máy bay, là nơi gắn pháo 23 mm
- Rocket: 2 ống phóng đạn rocket không điều khiển 57 mm, mỗi ống phóng chứa 12 quả đạn rocket
- Tên lửa:
  - Tên lửa không đối không: PL-5, PL-7
  - Tên lửa không đối đất: TL-10, TL-20, YJ-9E (chống hạm) (chỉ trang bị trên K-8NG)
- Bom: Bom không điều khiển 200 kg, 250 kg. Bom điều khiển dẫn đường bằng laser 50 kg, 100 kg (chỉ trang bị trên K-8NG)
- Khác: 2 × thùng nhiên liệu phụ rời 300 lít được gắn trên các giá treo dưới cánh phía ngoài

### Hệ thống điện tử hàng không
- Hệ thống thiết bị đo đạc chuyến bay bằng điện tử (EFIS)
- Hộp nhắm mục tiêu cho bom điều khiển dẫn đường bằng laser và tên lửa không đối đất (chỉ trang bị trên K-8NG)
- Hộp gây nhiễu thụ động (chỉ trang bị trên K-8NG)